# Sophronica flavostictica
Sophronica flavostictica là một loài bọ cánh cứng trong họ Cerambycidae.